# Lista de membros associados da Academia Brasileira de Ciências empossados em 1985
Esta lista contém os nomes dos membros associados da Academia Brasileira de Ciências empossados em 1985. 
A categoria de associados foi extinta na reforma estatutária ocorrida em 1999. Ambas as categorias titular e associado são de caráter vitalício. 
| Imagem | Nome                | Datas de nascimento e falecimento | Local de nascimento | Área de especialização | Alma mater | Data de posse           | Conhecido por | Referências |
| ------ | ------------------- | --------------------------------- | ------------------- | ---------------------- | ---------- | ----------------------- | ------------- | ----------- |
|        | Darcy Pedro Svisero | 03 de julho de 1940               | Penápolis, SP       | Ciências da Terra      | USP        | 28 de fevereiro de 1985 |               | [ 3 ]       |